# اسپات ایمیج

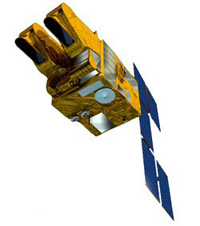
ماهواره اسپات ۵

اسپات ایمیج (انگلیسی: Spot Image) شرکت عمومی محدود فرانسوی است که در سال ۱۹۸۲ توسط آژانس فضایی فرانسه، انستیتو ملی جفرافیا و شرکت‌های فضایی ماترا، آلکاتل-لوسنت و چند شرکت دیگر بنیاد گذاشته شد. این شرکت اپراتور تجاری ماهواره‌های دیدبانی زمین اسپات است.

## ماهواره‌ها
دو ماهواره اسپات که اکنون در مدار هستند (اسپات ۴ و ۵)، امکان تهیه تصاویر ماهواره‌ای با دقت وضوح گوناگون (از ۲٫۵ متر تا ۱۰ متر) را دارند. شرکت اسپات ایمیج داده‌های سایر ماهواره‌ها با دقت وضوح متفاوت به ویژه فورموست-۲ (تایوان) و کومپ‌ست-۲ (کره جنوبی) و ماهواره‌های راداری تراسار-ایکس، ای‌آراس، انوی‌ست و رادارست را نیز منتشر می‌کند. اسپات ایمیج همچنین داده‌های با وضوح بسیار بالای ماهواره‌های پلیاد را نیز منتشر می‌کند.